# Anomis vulpina
Anomis vulpina är en fjärilsart som beskrevs av Butler 1886. Anomis vulpina ingår i släktet Anomis och familjen nattflyn. Inga underarter finns listade i Catalogue of Life.